# Basapura, Malur
Basapura là một làng thuộc tehsil Malur, huyện Kolar, bang Karnataka, Ấn Độ.